# Drásov (ort i Tjeckien, Mellersta Böhmen)
Drásov är en ort i Tjeckien.   Den ligger i regionen Mellersta Böhmen, i den centrala delen av landet, 50 km sydväst om huvudstaden Prag. Drásov ligger 434 meter över havet och antalet invånare är 375.
Terrängen runt Drásov är lite kuperad. Runt Drásov är det ganska glesbefolkat, med 32 invånare per kvadratkilometer. Närmaste större samhälle är Příbram, 7,8 km väster om Drásov. I omgivningarna runt Drásov växer i huvudsak blandskog.